# ان‌جی‌سی ۲۴۵
ان‌جی‌سی ۲۴۵ (انگلیسی: NGC 245) نام یک کهکشان مارپیچی در صورت فلکی نهنگ است.